# Suecia antiqua et hodierna

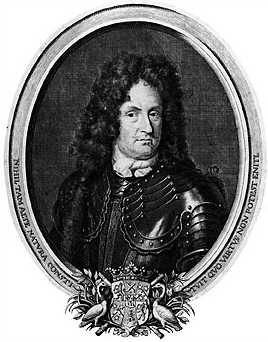
Erik Dahlberg, l'autore della raccolta

Suecia antiqua et hodierna (Svezia antica e odierna) è una grande raccolta di incisioni, composta da Erik Dahlberg a metà del XVII secolo. Quest'opera può essere descritta come una grande visione della Svezia di questo periodo storico, dipinta come una potenza mondiale; le principali fonti d'informazione di Dahlberg erano le pubblicazioni topografiche dell'autore tedesco Matthäus Merian. Nel 1661 a Dahlberg venne assicurato un privilegio reale, che gli diede la possibilità di realizzare questo progetto, che lo tenne occupato per una decina d'anni e non venne pubblicato se non dopo la sua morte.
Al termine del lavoro, la Suecia antiqua et hodierna era composta di 353 incisioni, organizzate in tre volumi